# Jack McGee

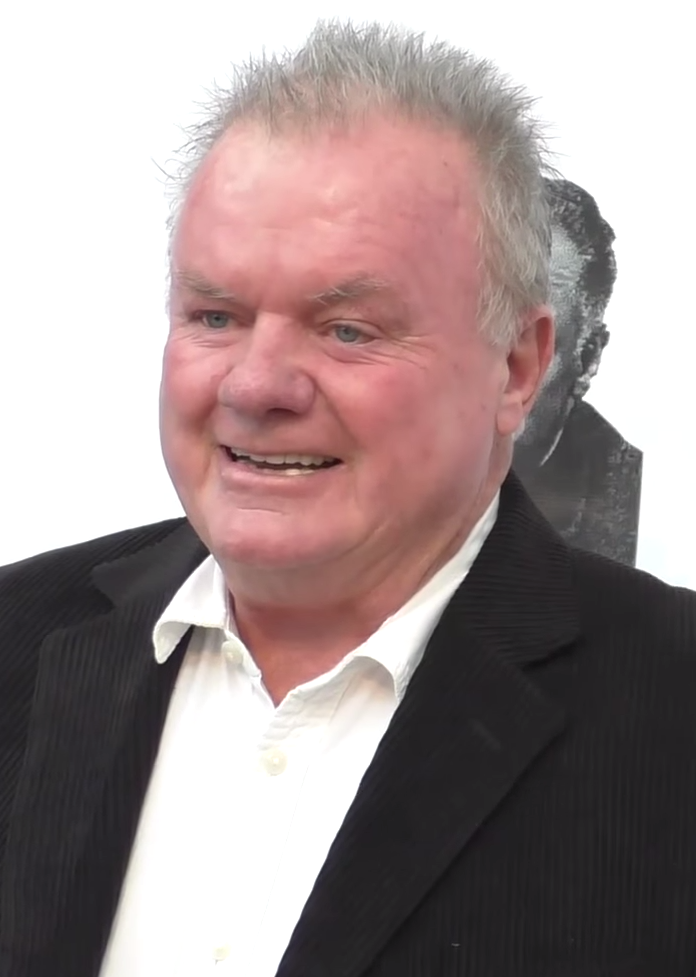
Jack McGee, 2016

Jack McGee (* 2. Februar 1949 in New York City) ist ein US-amerikanischer Schauspieler.

## Leben und Wirken
Der irischstämmige Jack McGee wurde 1949 in der südlichen Bronx von New York City geboren und war das jüngste von acht Geschwistern. Nachdem er unter anderem Background-Sänger bei den The Rascals war, wurde er 1977 zunächst Feuerwehrmann, um dann seine Schauspielkarriere weiterzuverfolgen.
Seine erste größere Rolle spielte McGee in dem US-amerikanischen Kinofilm Das Schlitzohr aus dem Jahr 1985, der von Feuerwehrmännern handelt. Seitdem hat der ehemalige Brandbekämpfer in diversen Fernsehserien, Fernsehfilmen und Kinofilmen mitgewirkt. Größere Popularität brachte McGee die Rolle des Feuerwachenleiters Jerry Reilly ein, die er von 2004 bis 2007 in der Fernsehserie Rescue Me verkörperte.
Nachdem McGee an Darmkrebs erkrankt war und die Krankheit besiegte, engagiert er sich in verschiedenen Vereinen und Organisationen, die sich für die Bekämpfung, Heilung und Forschung von Krebs einsetzen, wie etwa für die Stiftung Susan G. Komen for the Cure und die American Cancer Society.

## Filmografie (Auswahl)
- 1985: Das Schlitzohr (Turk 182!)
- 1987: Shy People – Bedrohliches Schweigen (Shy People)
- 1987: Pinguine in der Bronx (Five Corners)
- 1987: Der Mann im Hintergrund (Someone to Watch Over Me)
- 1987: The Hidden – Das unsagbar Böse (The Hidden)
- 1987: Die Herzensbrecher von der letzten Bank (Student Exchange, Fernsehfilm)
- 1987: Magic Sticks
- 1988: Harrys wundersames Strafgericht (Night Court, Fernsehserie, Folge 5x21 Mac’s Millions)
- 1988: Club der Rebellen (The Beat)
- 1988: Die Geister, die ich rief … (Scrooged)
- 1989: Ein Grieche erobert Chicago (Perfect Strangers)
- 1989: Das Bankentrio (Three Fugitives)
- 1989: L.A. Law – Staranwälte, Tricks, Prozesse (L.A. Law, Fernsehserie, 2 Folgen)
- 1989: Brennpunkt L.A. (Lethal Weapon 2)
- 1989: Geboren am 4. Juli (Born on the Fourth of July)
- 1990: Cold Dog – Zur Hölle mit dem Himmelhund (Cold Dog Soup)
- 1990: Rivalen (Across the Tracks)
- 1990: Sunset Beat – Die Undercover-Cops (Sunset Beat, Fernsehfilm)
- 1990: Zeichen und Wunder (Waiting for the Light)
- 1990: Im Banne des Grauens (I’m Dangerous Tonight, Fernsehfilm)
- 1991: Der Nachtfalke (Midnight Caller, Fernsehserie, Folge 3x15 Can’t Say N–N–No)
- 1991: The Doors
- 1991: Twin Peaks (Fernsehserie, Folge 2x18)
- 1991: Backdraft – Männer, die durchs Feuer gehen (Backdraft)
- 1991: Cool as Ice
- 1991: MacGyver (Fernsehserie, Folge 7x04 The Prometheus Syndrome)
- 1992: Basic Instinct
- 1992: Wunderbare Jahre (The Wonder Years, Fernsehserie, Folge 6x04 Sex and Economics)
- 1992: Brennpunkt L.A. – Die Profis sind zurück (Lethal Weapon 3)
- 1993: Murphy Brown (Fernsehserie, Folge 5x20 To Market, to Market)
- 1993–1994: Space Rangers (Fernsehserie, 6 Folgen)
- 1993–2002: New York Cops – NYPD Blue (NYPD Blue, Fernsehserie, 8 Folgen)
- 1994: Schlagzeilen (The Paper)
- 1994: Das Wunder von Manhattan (Miracle on 34th Street)
- 1995: Chaos! Schwiegersohn Junior im Gerichtssaal (Jury Duty)
- 1995: Entfesselte Helden (Unstrung Heroes)
- 1995: Showgirls
- 1996: Diagnose: Mord (Diagnosis Murder, Fernsehserie, Folge 3x11 Murder Murder)
- 1996: Rumpelstiltskin
- 1996: The Quest – Die Herausforderung (The Quest)
- 1997: Küssen verboten (I Love You, Don’t Touch Me!)
- 1997: Aus dem Dschungel, in den Dschungel (Jungle 2 Jungle)
- 1997: Seinfeld (Fernsehserie, Folge 8x16 The Pothole)
- 1997: Breakdown
- 1997: Practice – Die Anwälte (The Practice, Fernsehserie, Folge 2x02 Betrayal)
- 1998: Traumpaar wider Willen (Between the Sheets)
- 1998: The Last Bandit (Thick as Thieves)
- 1998: Baywatch – Die Rettungsschwimmer von Malibu (Baywatch, Fernsehserie, Folge 8x17 Full Throttle)
- 1998: Der Chaotenboss (Chairman of the Board)
- 1998: Liebe per Express (Overnight Delivery)
- 1998: Houdini – Flirt mit dem Tod (Houdini, Fernsehfilm)
- 1998–1999: Chicago Hope – Endstation Hoffnung (Chicago Hope, Fernsehserie, 2 Folgen)
- 1999: Schlaflos in New York (The Out-of-Towners)
- 1999: Standing on Fishes
- 1999: Projekt: Baumhausgeisel (Treehouse Hostage)
- 2000: God’s Army III – Die Entscheidung (The Prophecy 3: The Ascent)
- 2000: Die Flintstones in Viva Rock Vegas (The Flintstones in Viva Rock Vegas)
- 2000: Akte X – Die unheimlichen Fälle des FBI (The X-Files, Fernsehserie, Folge 7x20 Fight Club)
- 2000: Bread and Roses
- 2000: Coyote Ugly
- 2000: Thirteen Days
- 2001: Providence (Fernsehserie, Folge 3x17 Exposure)
- 2001: The Man Who Wasn’t There
- 2001: Chaos City (Spin City, Fernsehserie, Folge 5x22 A Shot in the Dark: Part 1)
- 2001: Schmutziges Erbe (Living in Fear)
- 2001: Race to Space – Mission ins Unbekannte (Race to Space)
- 2002: Teuflische Begegnung (Malevolent)
- 2002–2008: CSI: Den Tätern auf der Spur (CSI: Crime Scene Investigation, Fernsehserie, 2 Folgen)
- 2003: Charmed – Zauberhafte Hexen (Charmed, Fernsehserie, Folge 5x16 Baby’s First Demon)
- 2003: Carolina – Auf der Suche nach Mr. Perfect (Carolina)
- 2003: Natürlich blond 2 (Legally Blonde 2: Red, White & Blonde)
- 2003–2004: Malcolm mittendrin (Malcolm in the Middle, Fernsehserie, 2 Folgen)
- 2004: Soccer Dog – Fußball ist mein Leben (Soccer Dog: European Cup)
- 2004: L.A. Crash (Crash)
- 2004–2007: Rescue Me (Fernsehserie, 44 Folgen)
- 2005: Navy CIS (Navy NCIS: Naval Criminal Investigative Service, Fernsehserie, Folge 2x14 Witness)
- 2006: Without a Trace – Spurlos verschwunden (Without a Trace, Fernsehserie, Folge 4x13 Rage)
- 2006: Reservoir Dogs (Videospiel, Stimme für Mr. White)
- 2006: Jagdfieber (Open Season, Stimme für Hunter)
- 2006: Cold Case – Kein Opfer ist je vergessen (Cold Case, Fernsehserie, Folge 4x03 Sandhogs)
- 2006: Scarface: The World Is Yours (Computerspiel, Stimme)
- 2007: Tyrannosaurus Azteca
- 2007: Crossing Jordan – Pathologin mit Profil (Crossing Jordan, Fernsehserie, Folge 6x04 Crazy Little Thing Called Love)
- 2007: Veronica Mars (Fernsehserie, Folge 3x16 Un–American Graffiti)
- 2008: Alphabet Killer (The Alphabet Killer)
- 2008: 21
- 2008: Finding Amanda
- 2008: Criminal Minds (Fernsehserie, 2 Folgen)
- 2008: Boiler Maker
- 2008–2009: CSI: NY (Fernsehserie, 2 Folgen)
- 2009: The International
- 2009: Monk (Fernsehserie, Folge 8x14 Mr. Monk and the Badge)
- 2010: Castle (Fernsehserie, Folge 2x14 The Third Man)
- 2010: Selfmade-Dad – Not macht erfinderisch (Father of Invention)
- 2010: The Fighter
- 2011: Drive Angry
- 2011: Die Kunst zu gewinnen – Moneyball (Moneyball)
- 2011: Rizzoli & Isles (Fernsehserie, Folge 2x03 Sailor Man)
- 2012: Common Law (Fernsehserie, 12 Folgen)